# 瓦尔德诺伊基兴
瓦尔德诺伊基兴是奥地利上奥地利州施泰尔兰县的一个市镇。总面积26平方公里，总人口2223人，人口密度85.5人/平方公里（2005年）。